# 90125 (album)
A 90125 a Yes tizenegyedik nagylemeze. 1983-ban jelent meg, 3 évvel a 10. lemez, a Drama után.
Legsikeresebb száma az Owner of a Lonely Heart, ez a Yes egyik leghíresebb száma (ismertsége már-már a Roundabout-tal vetekszik).
Sok poszton történt váltás a Drama-hoz képest: Jon Anderson ismét énekes lett (Trevor Hornt váltva), Steve Howe és Geoffrey Downes megalapította az Asiát, helyükre a dél-afrikai gitáros, Trevor Rabin és az 1971-ben kirúgott Tony Kaye billentyűs került.

## A zene
Nem egy tipikus Yes-lemez, mivel a számok rövidebbek, kissé könnyebben emészthetőek a nagyközönség számára.

## Számok
1. Owner of a Lonely Heart – 4:29
2. Hold On – 5:16
3. It Can Happen – 5:29
4. Changes – 6:20
5. Cinema – 2:08
6. Leave It – 4:14
7. Our Song – 4:18
8. City of Love – 4:51
9. Hearts – 7:39

A 2004-es kiadás bónuszszámai:
1. Leave It (Remix) – 3:56
2. Make It Easy – 6:12
  - Először a Yesyears-en szerepelt
3. It Can Happen (A Cinema változata) – 6:05
  - Először a Yesyears-en szerepelt
4. It's Over (Korábban ki nem adott) – 5:41
5. Owner of a Lonely Heart (Remix, korábban ki nem adott) – 7:05
6. Leave It (a capella verzió) – 3:18

## Közreműködő zenészek
- Jon Anderson – ének
- Chris Squire – basszusgitár
- Trevor Rabin – gitár
- Alan White – dob
- Tony Kaye – billentyűs hangszerek